# Mario Niccolò Conti
Mario Niccolò Conti (La Spezia, 26 luglio 1898 – Levanto, 7 febbraio 1988) è stato uno storico, linguista e saggista italiano.

## Biografia
Nato da Pietro Alfonso Conti e Adele Massà, da una famiglia di origine sarzanese, si laureò in ingegneria all'Università di Roma e ancora studente prese parte alla Grande guerra. Dal 1956 alla morte, per oltre un trentennio, fu per molti anni presidente dell'Accademia lunigianese di scienze "G. Cappellini".
Conti riposa nel cimitero di Marola.

## Opere
- Itinerari Romani in Lunigiana, 1924;[3]
- La chiesa di Sant'Antonio sul Mesco, 1925;[3]
- Chiese medioevali a due navate in Lunigiana, 1927;[3]
- Indice generale e sistematico delle annate 1.-30. (1919-1959) delle Memorie della Societa lunigianese G. Capellini per la storia naturale della regione, della Accademia lunigianese di scienze G. Capellini e della Accademia lunigianese di scienze, lettere ed arti G. Capellini, 1960;[3]
- Gli Statuti quattrocenteschi di Nicola, 1961;[3]
- Gli Statuti quattrocenteschi di Sarzanello, 1964 circa;[3]
- Gli statuti quattrocenteschi di Bolano, 1972;[3]
- Dizionario spezzino, 1975.[2]
- La Spezia, nel tempo, 1983;[2]